# Prays
Genre
Prays est un genre d'insectes lépidoptères de la famille des Praydidae.

## Liste d'espèces
Selon Catalogue of Life (19 août 2013) :
- Prays acmonias
- Prays amblystola
- Prays autocasis
- Prays calycias
- Prays chrysophyllae
- Prays citri
- Prays curalis
- Prays curtisella
- Prays curulis
- Prays ducalis
- Prays endocarpa
- Prays endolemma
- Prays erebitis
- Prays fraxinella
- Prays friesei
- Prays fulvocanella
- Prays inscripta
- Prays liophaea
- Prays oleae
- Prays parilis
- Prays peperitis
- Prays sparsipunctella
- Prays stratella
- Prays sublevatella
- Prays temulenta
- Prays tyrastis
- Prays xeroloxa

Selon NCBI (19 août 2013) :
- Prays epsilon
- Prays fraxinella
- Prays inscripta
- Prays nephelomima
- Prays oleae
- Prays parilis
- Prays ruficeps
- Prays tyrastis